# Finland ved vinter-OL 2022
Finland deltog i vinter-OL 2022 i Beijing, Kina i perioden 4. – 20. februar 2022.

## Medaljer
| 2022 Beijing | Guld | Sølv | Bronze | Total |
| Finland      | 2    | 2    | 4      | 8     |

### Medaljevindere
| Finland under vinter-OL 2022 i Beijing | Finland under vinter-OL 2022 i Beijing | Finland under vinter-OL 2022 i Beijing | Finland under vinter-OL 2022 i Beijing | Finland under vinter-OL 2022 i Beijing |
| Medalje                                | Navn | Sport                                  | Event                                  | Dato                                   |
| -------------------------------------- | --- | -------------------------------------- | -------------------------------------- | -------------------------------------- |
| Guld                                   | Iivo Niskanen | Langrend                               | 15 kilometer klassisk - herrer         | 11. februar                            |
| Guld                                   | Finlands ishockeylandshold - Miro Aaltonen - Marko Anttila - Hannes Björninen - Valtteri Filppula - Niklas Friman - Markus Granlund - Teemu Hartikainen - Juuso Hietanen - Valtteri Kemiläinen - Leo Komarov - Mikko Lehtonen - Petteri Lindbohm - Saku Mäenalanen - Sakari Manninen - Joonas Nättinen - Atte Ohtamaa - Niko Ojamäki - Juho Olkinuora - Iiro Pakarinen - Harri Pesonen - Ville Pokka - Toni Rajala - Harri Säteri - Frans Tuohimaa - Sami Vatanen | Ishockey                               | Mændenes turnering                     | 20. februar                            |
| Sølv                                   | Kerttu Niskanen | Langrend                               | Damernes 10 kilometer klassisk         | 10. februar                            |
| Sølv                                   | Iivo Niskanen Joni Mäki | Langrend                               | Men's team sprint                      | 16. februar                            |
| Bronze                                 | Iivo Niskanen | Langrend                               | Men's 30 kilometre skiathlon           | 6. februar                             |
| Bronze                                 | Krista Pärmäkoski | Langrend                               | Damernes 10 kilometer klassisk         | 10. februar                            |
| Bronze                                 | Finland women's national ice hockey team - Sanni Hakala - Jenni Hiirikoski - Elisa Holopainen - Sini Karjalainen - Michelle Karvinen - Anni Keisala - Nelli Laitinen - Julia Liikala - Eveliina Mäkinen - Petra Nieminen - Tanja Niskanen - Jenniina Nylund - Meeri Räisänen - Sanni Rantala - Ronja Savolainen - Sofianna Sundelin - Susanna Tapani - Noora Tulus - Minttu Tuominen - Viivi Vainikka - Sanni Vanhanen - Emilia Vesa - Ella Viitasuo              | Ishockey                               | Kvindernes turnering                   | 16. februar                            |
| Bronze                                 | Kerttu Niskanen | Langrend                               | Women's 30 kilometre freestyle         | 20. februar                            |